# 中央町 (東海市)
中央町（ちゅうおうまち）は、愛知県東海市の地名。

## 地理
東海市中央部に位置する。

### 河川
- 大田川

### 池沼
- 大田大池

## 歴史

### 地名の由来
東海市の中央部に位置し、市役所が所在することによる。

### 人口の変遷
国勢調査による人口および世帯数の推移。
| 1995年（平成7年）  | 446世帯 1331人 |  |
| 2000年（平成12年） | 672世帯 1749人 |  |
| 2005年（平成17年） | 805世帯 2003人 |  |
| 2010年（平成22年） | 905世帯 2122人 |  |
| 2015年（平成27年） | 906世帯 2063人 |  |
| 2020年（令和2年）  | 944世帯 2019人 |  |

### 沿革
- 1977年（昭和52年） - 東海市富木島町の一部により、同市中央町が成立[2]。

## 施設
- 東海市役所
- 大池公園
- 流レ公園
- 池下公園
- 創価学会知多文化会館
- 東海市立商工センター
- 番水公園

- 東海市役所
- 東海市立商工センター

### WEB
1. ↑  “愛知県東海市の町丁・字一覧”.   人口統計ラボ. 2024年2月12日閲覧。
2. 1 2  総務省統計局 (2022年2月10日). “令和2年国勢調査の調査結果(e-Stat) - 男女別人口，外国人人口及び世帯数－町丁・字等” (CSV). 2023年8月2日閲覧。
3. ↑  “愛知県東海市の郵便番号一覧”.   日本郵便. 2024年2月11日閲覧。
4. ↑  “ナンバープレートについて”.   一般社団法人愛知県自動車会議所. 2024年1月21日閲覧。
5. ↑  総務省統計局 (2014年3月28日). “平成7年国勢調査の調査結果(e-Stat) - 男女別人口及び世帯数 －町丁・字等” (CSV). 2021年7月20日閲覧。
6. ↑  総務省統計局 (2014年5月30日). “平成12年国勢調査の調査結果(e-Stat) - 男女別人口及び世帯数 －町丁・字等” (CSV). 2021年7月20日閲覧。
7. ↑  総務省統計局 (2014年6月27日). “平成17年国勢調査の調査結果(e-Stat) - 男女別人口及び世帯数 －町丁・字等” (CSV). 2021年7月21日閲覧。
8. ↑  総務省統計局 (2012年1月20日). “平成22年国勢調査の調査結果(e-Stat) - 男女別人口及び世帯数 －町丁・字等” (CSV). 2021年7月21日閲覧。
9. ↑  総務省統計局 (2017年1月27日). “平成27年国勢調査の調査結果(e-Stat) - 男女別人口及び世帯数 －町丁・字等” (CSV). 2021年7月21日閲覧。

### 書籍
1. ↑  「角川日本地名大辞典」編纂委員会 1989, p. 1733.
2. 1 2  「角川日本地名大辞典」編纂委員会 1989, p. 832.